# 카포에타

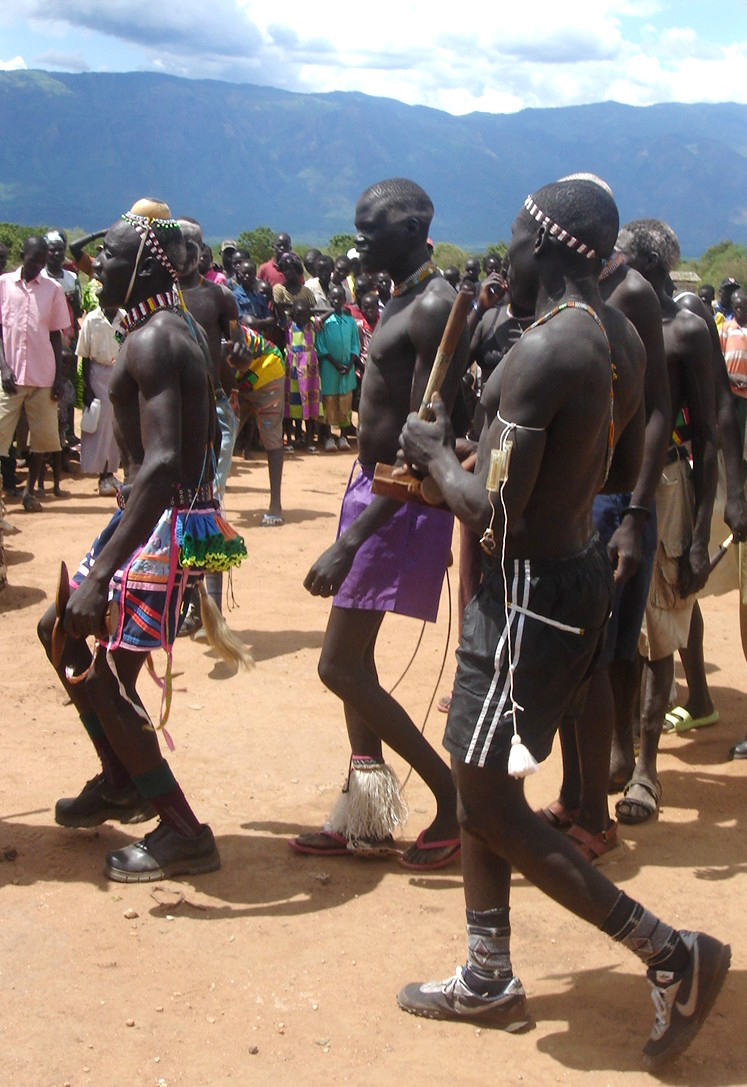
카포에타의 무용수들

카포에타(Kapoeta)는 남수단 남동부 에콰토리아 지방의 도시로 나모루냥 주의 주도(행정 구역 개편 이전에는 동에콰토리아 주에 속했음)이며 높이는 677m, 인구는 91,160명(2014년 기준)이다.
남수단의 수도인 주바에서 동쪽으로 약 275km 정도 떨어진 곳에 위치하며 케냐 국경과 가까운 편이다. 남수단과 케냐를 연결하는 도로가 지나간다.

## 같이 보기
- 동에콰토리아주
- 에콰토리아 지방